# Step by Step (東方神起の曲)
「Step by Step」（ステップ・バイ・ステップ）は、東方神起の楽曲である。2007年1月24日にrhythm zoneより日本での9枚目のシングルとして発売。

## 概要
前作『miss you／“O”‐正・反・合』から約2か月半ぶりのリリース。
[CD]（品番: RZCD - 45498）、[CD+DVD]（RZCD - 45497/B）の2形態でのリリースで、[CD]には「PROUD」のアカペラバージョンが追加収録され、[CD+DVD]に付属のDVDには「Step by Step」のミュージック・ビデオが収録されている。また、初回特典として前者にはブックレットが付属し、後者のDVDにはオフショット映像が収録されているほか、先着で特典ジャケットサイズカードセット（6種類カードの内ランダムに選んだ2枚）が封入されている。
この他、本作の発売を記念したイベントの抽選応募券が封入されており、2007年2月10日に男女ペア500組1000人を招待した『バレンタイン記念ライブ』トーク・MINI LIVEが川崎市CLUB CITTA'で行われた。

## 収録内容

### ［CD］
| #         | タイトル                     | 作詞      | 作曲         | 編曲                                                 | 時間  |
| --------- | ---------------------------- | --------- | ------------ | ---------------------------------------------------- | ----- |
| 1.        | 「Step by Step」             | H.U.B.    | 原一博       | 原一博                                               | 4:26  |
| 2.        | 「PROUD」                    | 園田凌士  | Jin Nakamura | - Jin Nakamura - Hideki Ninomiya（ボーカルアレンジ） | 5:13  |
| 3.        | 「PROUD」(アカペラ ver.)     | 園田凌士  | Jin Nakamura | Hideki Ninomiya（ボーカルアレンジ）                  | 2:09  |
| 4.        | 「Step by Step」(Less Vocal) |           |              |                                                      | 4:26  |
| 5.        | 「PROUD」(Less Vocal)        |           |              |                                                      | 5:10  |
| 合計時間: | 合計時間:                    | 合計時間: | 合計時間:    | 合計時間:                                            | 21:24 |

### ［CD+DVD］
| #         | タイトル                     | 作詞      | 作曲         | 編曲                                                 | 時間  |
| --------- | ---------------------------- | --------- | ------------ | ---------------------------------------------------- | ----- |
| 1.        | 「Step by Step」             | H.U.B.    | 原一博       | 原一博                                               | 4:26  |
| 2.        | 「PROUD」                    | 園田凌士  | Jin Nakamura | - Jin Nakamura - Hideki Ninomiya（ボーカルアレンジ） | 5:13  |
| 3.        | 「Step by Step」(Less Vocal) |           |              |                                                      | 4:26  |
| 4.        | 「PROUD」(Less Vocal)        |           |              |                                                      | 5:10  |
| 合計時間: | 合計時間:                    | 合計時間: | 合計時間:    | 合計時間:                                            | 19:15 |

| #  | タイトル                           | 作詞 | 作曲・編曲 | 監督           |
| -- | ---------------------------------- | ---- | ---------- | -------------- |
| 1. | 「Step by Step」(Video Clip)       |      |            | Takahide Ishii |
| 2. | 「Off Shot Movie」(初回限定盤のみ) |      |            |                |

## 曲の解説
1. Step by Step
MBS・TBS系全国ネットドラマ30『家族善哉』主題歌。
明るいダンス調の楽曲で、ジェジュンは「今までいろんなダンスナンバーを歌ってきたけど、こういう笑顔で歌える楽しいダンスナンバーは初めて。」と語っている[3]。シングルとしてのリリース前の2006年12月16日・17日に代々木第一体育館で開催された『Rhythm Nation2006』で初披露となった[4]。
曲中にはユチョンとユンホによるラップが入っているが、今回は初の日本語のリリックとなっている[3]。
作曲を手がけた原一博は、ギターの演奏とプログラミングも担当した。
ミュージック・ビデオ内のメンバーのソロ・シーンは、アニメの映像との合成でそれぞれシチュエーションが異なっている[3][注釈 1]。
2. PROUD
テレビ東京系ドラマ『プラハの恋人』エンディングテーマ。
コーラスを主体としたバラードナンバー[3]。
ラスト部分は、メンバーによるアドリブでコーラスが重ねられている[5]。
3. PROUD (アカペラ ver.)
2曲目のア・カペラバージョン。

## 収録アルバム
Step by Step
- Five in the Black
- TVXQ non-stop mix Vol.1
- COMPLETE -SINGLE A-SIDE COLLECTION-

PROUD
- Five in the Black
- SINGLE B-SIDE COLLECTION